# Yavuz Ali Pacha
Yavuz Ali Pacha ou Malkoç Ali Pacha (mort le 26 juillet 1604 à  Belgrade) est un homme d'État ottoman issu de la famille Malkoçoglu. Il fut gouverneur de l'Égypte ottomane de 1601 à 1603,,,, avant d'être nommé grand-vizir ottoman du  16 octobre 1603 à sa mort.